# هوغو ويزلي
هوغو جرانجر ويزلي (بالإنجليزية: Hugo Granger-Weasley)‏ شخصية خيالية للمؤلفة البريطانية ج.ك رولنغ لساحر من سلسلة الصبي الساحر هاري بوتر وهو الابن الاصغر لكل من رون ويزلي و هيرميون غرينجر وله اخت أكبر منه تدعي روز ويزلي.

## نبذة عن ويزلي الصغير
ولد هوجو جرانجر-ويزلي في عام 2008 تقريبا لأب نقي الدم وأم عامية، مما جعله خليط الدم. وهو أصغر بنحو سنتين من شقيقته روز، وهو تقريبا في نفس عمر ابنة عمته ليلي لونا بوتر ابنة هاري بوتر و جيني ويزلي، ويبدو أن الاثنين قريبا السن من بعضهما جداً.
حضر مع باقي أفراد عائلته كأس العالم للكويدتش عام 2014 وجلس في (في آي بي بوكس تو). كان يدعم البرازيل في المباراة النهائية بين البرازيل وبلغاريا، وكذلك شقيقته وأبيه، لكن والدته ظلت محايدة.
في عام 2017، رافق والديه أن في توصيل أخته وأبناء عمه جيمس سيريوس بوتر و الباس سيفروس بوتر إلى مدرسة هوجوارتس للسحر. وتقاسم هوجو وليلي شغفهما بالذهاب إلى هوجورتس، على الرغم من كونهما صغيرين للغاية. في محطة كينغز كروس، ودار بين الاثنان «نقاشًا متحركًا حول البيت الذي سيتم تصنيفه فيه عندما ذهبوا في النهاية إلى هوجورتس».
على الرغم من أنه لم يتم تحديد موعد ذهابه، فمن المرجح أنه سيلتحق بمدرسة هوجورتس للسحر والشعوذة عندما يصبح عمره 11 سنة لان سن القبول في هوجوراتس يبدء من هذا السن.

## معني اسمه
هوغو هو اسم لاتيني من الاسم الجرماني أو التوتوني هيو، ويعني «مشرق في الروح والعقل». كان الروائي والشاعر الفرنسي فيكتور هوغو حاملًا شهيرًا لهذا الاسم. أحبت ج.ك رولينج أعماله. وبوصفه عشيقًا مولودًا ومحبًا للكتاب، فمن المحتمل أن تكون هيرميون معجبة بالشاعر فيكتور هوغو أيضًا، وأطلق عليها اسم ابنها من بعده.
ومن الممكن أيضًا أن يرغب رون وهيرميون في أن يكون لأطفالهم نفس الأحرف الأولى مثل والديهم، R و H. ومن المثير للاهتمام أن كلا من الأطفال لديهم أيضًا أسماء تتكون من أربعة أحرف.
كما تم منح جائزة هوغو لهاري بوتر وكأس النار، لذا من الممكن أن يكون هذا هو طريقة جي كي رولينغ لشكرهم على هذا الشرف.